# Patagonium pendulum
Patagonium pendulum là một loài thực vật có hoa trong họ Đậu. Loài này được (Poir.) Macloskie mô tả khoa học đầu tiên năm 1905.